# فأر ناعم منقط
فأر ناعم منقط (الاسم العلمي: Liomys pictus) هو نوع من الحيوانات يتبع جنس فأر ناعم من فصيلة الفئران المتغايرة، عُثر عليه في المكسيك وفي الجهة الشمالية من غواتيمالا.
.